# سرویه
سرویه (انگلیسی: Servier) شرکت داروسازی فرانسوی است، که در سال ۱۹۵۴ تأسیس شد.